# Populismo latinoamericano
Populismo latinoamericano es una expresión polisémica que utilizan algunos especialistas, periodistas y políticos para calificar a movimientos o expresiones políticas de América Latina como «populistas». En muchos casos la expresión es utilizada con un sentido peyorativo por grupos opositores en el marco de la competencia política.

## Problemas de definición
A lo largo del siglo XX el término «populismo», de origen ruso, ha sido utilizado frecuentemente en algunos discursos políticos en Occidente. En América Latina, quienes primero lo utilizaron, lo hicieron para caracterizar a ciertos gobiernos elegidos democráticamente o movimientos de tipo popular o socialista, con el fin de atribuirle características negativas.
Según José Pablo Feinman, el término «populismo» fue promovido junto al término «demagogia», para justificar los golpes de Estado y la políticas neoliberales en América Latina.
Con ese enfoque, algunos investigadores han sostenido que quienes utilizan esta expresión, le atribuyen un sesgo derogatorio relacionado con la obtención de «clientela electoral», con los movimientos sociales, y hasta se ha dicho que es un modelo de Estado.
Esto demuestra una de sus más problemáticas características: la polisemia, lo cual permite una misma palabra sea utilizada para decir cosas diferentes. En algunas ocasiones se utiliza el término «populista» como sinónimo de partidario del poder del «pueblo», cercana a «demócrata», mientras que en otros casos se utiliza como una estrategia política malversada por los partidos políticos, o simplemente como un sustantivo sinónimo de los movimientos sociales latinoamericanos; esta situación hace que su definición y utilización redunden en el anacronismo y reduccionismo político e historiográfico.

## Perspectivas teórico metodológicas
El concepto de populismo ha sido abordado principalmente desde el campo disciplinario de las Ciencias Sociales. Algunos sociólogos y politólogos han analizado un sinnúmero de casos de los países que en América Latina transitaron por sistemas de Gobierno que calificaron de populistas, pertenecientes a las más diversas corrientes políticas.
Algunos de los países estudiados son los siguientes:
Argentina,
Bolivia,
Brasil,
Chile,
Colombia,
Ecuador,
El Salvador,
México,
Paraguay,
Perú y
Venezuela.
La delimitación temporal contempla los años que va de las primeras décadas del siglo XX a la década de los 20 hasta los 50, y de los 70 para llegar a la primera década del siglo XXI.
Una primera línea interpretativa es la que retomó el enfoque sociológico de la estructura-acción. Destacaron las referencias de los teóricos sociales como Max Weber y Emile Durkheim. El sociólogo argentino Gino Germani fue el principal representante de esta corriente, ya que elaboró un complejo modelo analítico que incorporó la teoría de la dependencia y la teoría de la transición democrática. En esa perspectiva, la modernidad es entendida como proceso de industrialización y «participación extensa» que fomenta la aparición de las clases medias, las clases populares y prevalece un sistema de alianzas en el espectro político.
En los años noventa, diversos científicos sociales emprendieron una revisión del término «populismo». Carlos de la Torre, profesor en la Universidad de Kentucky en Estados Unidos, detectó que el concepto «populismo» no solo era amplio sino además ambiguo.
Para algunos estudiosos recopilados en el libro El populismo en España y América, los abordajes de esta categoría establecidos hasta entonces eran estáticos, lineales, desarrollistas e incluso maniqueos.
En ese mismo libro los artículos cuestionan el uso de la expresión «populismo» que hicieron Gino Germani, Torcuato di Tella y Octavio Ianni, sosteniendo se limitaban a reflexionar la verticalidad de la relación entre los líderes carismáticos y las «masas» en términos de dominación, modernización, dependencia y desarrollo.
Según el mismo libro, los textos de aquellos especialistas estaban siempre plagados de términos económicos: exportaciones e importaciones, migración campo-ciudad, trabajadores, oligarquías, sectores, estructura socioeconómica, lo que para ellos hace evidente que se había producido un modelo para explicar macroestructuralmente la existencia del populismo.
Los autores que participan del citado libro ponderaron entonces la participación de aquellos actores que desde sus consideraciones originaban el fenómeno del populismo y pensaron a los individuos involucrados en términos de sujetos dotados de múltiples aspiraciones y capacidades reflexivas frente al determinismo socioeconómico.
Paulatinamente, el incremento de los estudios culturales empezó a tener presencia en el ambiente académico de las Ciencias Sociales en general y en el tema del populismo en particular. Conceptos procedentes de la antropología como visión del mundo, creencias, de la psicología como ethos, de la lingüística como discurso, y de la sociología como acciones, aparecieron en la reflexión del tema. Con ese bagaje se privilegiaba la personalidad de los actores explicada por ellos mismos, es decir, de qué manera se concebían a sí mismos.
La perspectiva cultural de las subjetividades siguió siendo fundamental para comprender la complejidad mental de la organización popular, también llamada «subalterna». Ernesto Laclau y Emilio de Ipola activaron el acercamiento al lenguaje para entender la efectividad estratégica empleada entre gobernantes y gobernados.
Además de ceder poder a los líderes, la base social los obligaba a que conformaran una personalidad que reflejara características propias de la identidad popular. Bajo esta corriente interpretativa se comprendía que la presencia física de los representantes, sus promesas, actitudes en público, símbolos, contenían narrativas y formas de comportamiento de los representados. En los discursos políticos se analizaban las expectativas del público y se enfatizaba que sus acciones «son tan importantes como la oratoria, gestos y rituales del orador».
Otra línea de estudios es la que ve en los niveles micro las diversidades personales de esa «base popular» en relación con su contexto vivencial. Allí la gente que le concede poder a los líderes no necesariamente porta un homogéneo sistema de intereses. Todo lo contrario, en su singularidad, sus personalidades evidencian comportamientos diversos, ambiguos, oportunistas, cínicos, autoritarios, inofensivos, ofensivos, siniestros, excluyentes, es decir la amplitud de la conducta en la vida cotidiana.
Una línea diferente de investigación evalúa los resultados prácticos del fenómeno del populismo. Sobresalen estudios llamados «pesimistas» como los de Guillermo Zermeño en donde se cuestiona la perdurabilidad de las identidades generadas por el populismo.
Los enfoques surgidos en los albores del siglo XXI también estudian las estrategias informales de hacer política, las cuales surgen de las crisis sistémicas y de la decadencia de los partidos políticos como intermediarios representativos de la sociedad. Destacan los «nuevos liderazgos» o «neopopulismos», que cuentan con el apoyo de los sectores más pobres. El margen de acción de estos grupos rebaza los canales institucionales, ya que no encuentran en ellos representación y legitimidad.
Por lo tanto resulta más probable que se conformen nuevas movilizaciones provistas de líderes que recuperan las demandas de la también nueva base social. En la primera década del siglo XXI, los estudios del populismo continúan con la polémica conceptual.

## Características del populismo clásico latinoamericano
Según Hartlyn y Valenzuela, las principales características del populismo clásico latinoamericano son:
- Es fundacional en la medida en que reconoce que no tiene un pasado, pasado con el cual rompe,[15] con movimientos desorganizados y poco articulados que solo vendrían a sumarse al poder en el momento en que el peronismo asumió su liderazgo.
- Liderazgo carismático,[16] de un personaje que salido del "pueblo" le represente y brinde voz. Sus discursos, posturas y reivindicaciones le harán conectarse con el ciudadano de a pie y del común: “al ser una encarnación del pueblo, el líder tiene que hablar con un lenguaje a la vez accesible, directo, tajante, franco y cautivante”.[17]
- Participación emotiva de las masas.[17]
- La movilización política del electorado es directa,[16]

## El neopopulismo en América Latina
Posteriormente al populismo "clásico" propio del siglo XX en la región, un nuevo populismo fundamentalmente orientado a la derecha arribaría al subcontinente, en consonancia con lo ocurrido en Europa y otras regiones del mundo. En Brasil, después de varias administraciones del Partido del Trabajadores, arribó al gobierno Jair Bolsonaro, un perfil polémico que en varias ocasiones a lo largo de su carrera política despotricó contra la democracia y reivindicó las torturas y violaciones a los derechos humanos que cometió la dictadura militar. Según Pablo Stefanoni, después de la caída el muro de Berlín, el socialismo realmente existente desapareció; pero lo que no desapareció fue el anticomunismo, de tal manera que ante esta ausencia de un enemigo al que identificar y combatir, la retórica de las derechas ultras disparó contra la conspirativa tesis del marxismo cultural, la denuncia de la “ideología de género” y con recrudecidas posturas antifeministas. Esto fue notorio en el campo político previo a la llegada de Bolsonaro al poder, quien además dijo abiertas declaraciones homofóbicas durante la campaña y suscitó el elogio del propagandista estadounidense Steve Bannon.
Tanto en su faceta de candidato como de gobernante, Bolsonaro realizó constantes alusiones a llevar a cabo una "limpia" contra los "rojos", y a calificar como terroristas al movimiento de los Sin Tierra y a los Sin Techo, asimismo, promovió varias noticias falsas y teorías de la conspiración alrededor de un supuesto intento de golpe de Estado de la izquierda en su contra. Afirmaría varias veces que "policía que no mata no es policía", y se sumaría al movimiento anti cuarentena durante la pandemia de covid. Su candidatura sería respaldada por iglesias evangélicas promotoras de la teología de la prosperidad, de un nacionalismo conservador y desde un discurso revestido por el fundamentalismo cristiano.
En la Argentina surgió el partido La Libertad Avanza de Javier Milei, una formación que ha logrado capitalizar a un sector de la gente inconforme con la política convencional, su líder Milei se ha caracterizado por su constante presencia en medios y por su tono confrontativo y estridente para desplegar planteamientos que se jactan de ser disruptivos. La analista Beatriz Sarlo lo ha calificado como un “utopista” de derecha, creyente de las supuestas bondades idealizadas del capitalismo, con habilidad para comunicar un mensaje sencillo y superficial capaz de ser inmediatamente persuasivo para muchos: “El Estado es peor que un ladrón común y corriente, porque te saca todo; los políticos son sociópatas, porque quieren hacernos creer que no podemos vivir sin ellos. El Estado nos roba y los políticos nos engañan”, el escepticismo social, la desconfianza ante las instituciones democráticas, el hartazgo, la apatía y la falta de involucramiento activo de los ciudadanos en los asuntos públicos, son también un ambiente propicio para el surgimiento de liderazgos que ofrecen soluciones aparentemente fáciles para enfrentar problemas, en este mismo sentido Sarlo ha apuntado:

El populismo de derecha encuentra el camino corto para emocionar y conquistar a los desilusionados. No les habla de las complejidades y conflictos de las democracias. Por el contrario, les habla de la simplicidad que podría alcanzarse si prescindimos de los partidos. Este discurso simplificador es amistoso con los ciudadanos que no tienen ni tiempo ni ganas de intervenir en la esfera pública y, en consecuencia, prefieren un dirigente que vocifere frases simples.

En Chile, ha ocurrido la irrupción del Partido Republicano de José Antonio Kast –de sello ultraderechista o populista de derecha según la fuente- cuya presencia mermó a los partidos de la derecha tradicional –incluyéndose a la histórica UDI-, esta formación ha reivindicado en distintos momentos al régimen pinochetista y ha enarbolado la cuestión de la seguridad y la oposición a la inmigración como importantes cuestiones que le ha granjeado apoyos electorales. Tomando también como banderas la oposición al matrimonio entre personas del mismo sexo, el derecho al aborto, y el discurso conservador radicalizado que apela a los valores tradicionales, empero, aunándose a un discurso duramente confrontacional hacia los partidos de la izquierda y lanzándose en contra de lo que este sector asume que es la corrección política.
Juan Carlos Ubilluz Raygada sostiene que además, en el caso de América Latina, la matriz cultural e histórica de las derechas radicalizadas se encuentra en el pasado anterior a las independencias nacionales, dado “su carácter oligárquico, colonial, racista y patrimonialista”, y que el estilo autoritario de su proceder, tiene su explicación de origen en las dictaduras del siglo XX. Mientras que el modelo de sociedad que defienden es uno acorde al neoliberalismo, una situación parteaguas a raíz del golpe militar en Chile y la llegada de los Chicago Boys a Sudamérica. Pablo Stefanoni sintetiza que: “En toda América Latina está emergiendo también una nueva derecha que articula un voto que se opone a los aciertos. El racismo como rechazo a una visión racializada de la pobreza, y el conservadurismo contra los avances del feminismo y las minorías sexuales. El crecimiento del evangelismo político y la popularidad de políticos y referentes de opinión que declararon la guerra a lo que llaman «ideología de género» son algunos de los vectores para la expresión política de un antiprogresismo crecientemente virulento”.

## La calificación populista de la teología latinoamericana
La calificación de «populista» también se ha utilizado extensamente por algunos especialistas y políticos para referirse a ciertas corrientes de la teología latinoamericana como la Teología de la liberación,
y la Teología del pueblo.
Por esta razón el Papa Francisco es frecuentemente calificado como «populista».

## Periodización propuesta por Dussel
Enrique Dussel clasifica al populismo latinoamericano en dos momentos del siglo XX, en el que se presentó una simbiosis entre el Estado, una ideología y un movimiento que apelando al nacionalismo, la reivindicación del pueblo y la negación del imperialismo fungió como agente integrador de masas y como respuesta a la crisis de los partidos políticos tradicionales.
Según la periodización propuesta por Enrique Dussel,
los dos tipos de fenómenos populistas presentes en América Latina fueron:
1) los populismos clásicos latinoamericanos gestados entre 1910 y 1954, y
2) los neopopulismos desarrollados desde 1999 en varias repúblicas latinoamericanas.